# Харри, Дебби
Де́бора «Дебби» Энн Ха́рри (англ. Deborah Ann Harry; урождённая Анджела Тримбл (англ. Angela Trimble); род. 1 июля 1945) — американская певица и актриса, автор песен, лидер new-wave-группы Blondie. Сыграла более чем в 30 фильмах, включая «Видеодром» Д. Кроненберга, «Лак для волос» Д. Уотерса, «Чемоданы Тульса Люпера» П. Гринуэя. В 1990-е годы гастролировала и записала альбомы с американской джазовой группой The Jazz Passengers.
Дружила и сотрудничала с Энди Уорхолом — «Blondie» была одной из его любимых групп. Стала моделью для нескольких работ Ханса Гигера (Debbie I, Debbie II, Debbie III). Он же снял для неё клипы «Backfired» и «Now I Know You Know» в 1981 году.

## Жизнь и начало карьеры
Дебора Энн Харри родилась под именем Анджела Тримбл в Майами, штат Флорида. В возрасте трёх месяцев она была удочерена Кэтрин Харри и Ричардом Смитом, владельцами сувенирного магазина в Хавторне, штат Нью-Джерси. Дебора училась в Хавторнской средней школе, которую окончила в 1963. Окончила колледж Centenary College в Нью-Джерси по направлению «Искусство» (Associate of Arts) в 1965. В конце 1960-х переехала в Нью-Йорк, где работала около года секретарём на радио BBC. Затем работала официанткой в закусочной, танцовщицей в клубе Union City, а также в качестве девушки журнала Playboy.
Дебора Харри начала свою карьеру в качестве певицы в конце 1960-х годов с фолк-рок-группой The Wind in the Willows, с которой записала альбом. В 1974 году Харри присоединилась к группе The Stilettos. В этой группе был гитарист Крис Стейн, так начались их многолетняя дружба и сотрудничество. Харри и Стейн покинули группу The Stilettos, Харри перекрасилась в блондинку, и они образовали группу Blondie, которая выступала в клубах Max’s Kansas City и CBGB в Нью-Йорке. После выхода дебютного альбома в 1976 году волна успеха захватила группу сначала в Австралии и Европе, а позже и в США.
Харри и Стейн стали не только партнёрами по группе, но и связали свою жизнь друг с другом, однако они не были женаты; у Харри нет детей.
В середине 1980-х годов у Стейна был обнаружен пемфигус, редкое аутоиммунное заболевание кожи, Харри взяла несколько лет отпуска, для того чтобы ухаживать за ним. В 1990 году они расстались, но продолжили работать вместе.
В 1999 году Харри заняла 12-е место в списке «100 величайших женщин в истории рок-н-ролла» по версии журнала VH1. В 2002 году она заняла 18-е место в списке самых сексуальных артистов всех времён по версии VH1.

## Blondie
С обесцвеченными двухцветными волосами Харри быстро превратилась в панк-икону. Её внешний вид эпохи революций популяризировался в видеоклипах. Она стала частой посетительницей клуба «Студия 54». В сентябре 1979 группа появилась на обложке Rolling Stone. Сама Харри, сочетая холодную сексуальность и уличный стиль, настолько крепко связала себя с именем группы, что многие пришли к убеждению, что Blondie это не название группы, а имя певицы. Разницу между Дебби Харри и Blondie обозначила сама группа, проведя знаменитую кампанию под названием Blondie is a Group («Blondie — это группа»).

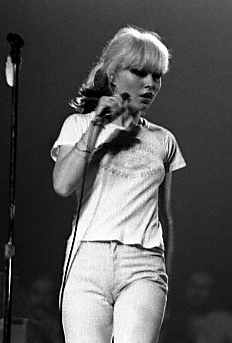
Дебби Харри с Blondie в Международном центре, Торонто, 1978 год

В течение 1976—1977 годов Blondie выпустили свои первые два альбома. Второй альбом Plastic Letters имел незначительные успехи за пределами США, однако в целом публика принимала их прохладно. Настоящий прорыв наступил после выхода третьего студийного альбома Parallel Lines в 1978 году. Он стал № 6 в США и № 1 в Великобритании. Мировым хитом стал сингл с альбома в стиле диско «Heart of Glass». Он занимал первую позицию в США, было продано более двух миллионов копий. Следующий сингл «One Way or Another» достиг 24-й позиции в списке Billboard’s Hot 100.
Альбом Parallel Lines является наиболее коммерчески успешным в карьере группы, только в США было продано более 4 миллионов копий, а в Великобритании он стал самым продаваемым в 1979 году.
Выпуск платиновых альбомов Eat to the Beat (США # 17, Великобритания #1) в 1979 году и Autoamerican (США #33, Великобритания #9) укрепил успех группы. Синглы «Dreaming», «Atomic», «The Tide Is High», «Rapture» продолжили шествие группы по музыкальным чартам и радиостанциям. По просьбе влиятельного итальянского продюсера Джорджо Мородера Харри написала слова на модную танцевальную мелодию «Call Me», прозвучавшую в 1980 году в фильме «Американский жиголо» с Ричардом Гиром в главной роли. Трек «Call Me» на протяжении шести недель лидировал в американских поп-чартах, получил номинацию на премию «Золотой глобус» как лучшая песня к фильму и, по данным журнала Billboard, стал самым продаваемым синглом года в США.
После годового перерыва, во время которого Харри выпустила свой первый сольный альбом, у группы вышел шестой студийный альбом The Hunter (США #33, Великобритания #9). Альбом был прохладно принят критиками, с трудом достигнув 33 места в национальном чарте, быстро потерял свои позиции. Blondie начали мировое турне в поддержку релиза, однако были вынуждены его прервать по причине низких продаж билетов. Крис Стейн серьёзно заболел редким аутоиммунным заболеванием кожи, и музыканты приняли решение о прекращении совместной деятельности.
Позже, в 1980-х годах, был выпущен альбом ремиксов Once More into the Bleach, который содержал ремиксы треков группы, а также сольных песен Харри. В середине 1990-х годов вышли в свет альбомы Blondie Beautiful — The Remix Album в Европе и Remixed Remade Remodeled — The Remix Project в США. Новые ремиксы на треки «Heart of Glass», «Atomic» и «Union City Blue» были выпущены как синглы и попали в Топ-40 чарта Великобритании, а ремиксы на «Atomic», «Rapture» and «Heart of Glass» имели большой успех в танцевальных чартах США.

### Воссоединение группы
В 1997 году, впервые за 15 лет, участники группы снова начали работать вместе. Они выпустили кавер версию на композицию Игги Попа «Ordinary Bummer» для трибьют-альбома We Will Fall: The Iggy Pop Tribute (1997).
После заключительного тура с The Jazz Passengers летом 1998 года Дебора Харри вновь стала лидером Blondie. Перед выходом нового альбома No Exit группа дала ряд концертов в Европе. Выступление в Лондоне транслировалось по национальному радио BBC Radio 1. За неделю до выхода альбома сингл «Maria» дебютировал под № 1 в Великобритании, тем самым став шестым синглом группы, достигнувшим первого места в национальном чарте. Хит «Maria» достиг первого места в 14 странах. Сам же альбом стал № 3 в Великобритании и № 17 в США. Группа отправилась в большое турне, во время которого записывались живые выступления группы, и в 2000 году были выпущены CD «Live» и DVD Blondie Live с выступлением, записанным в Нью-Йорке.
Материал для следующего альбома группа начала готовить в 2001 году, однако некоторые записи были утеряны в связи с террористическими актами 11 сентября. Восьмой студийный альбом The Curse of Blondie вышел в свет лишь в 2003 году. На протяжении 2003 и 2004 годов группа активно гастролировала по Европе. Хит с нового альбома «Good Boys» поднялся до № 10 в американских чартах.
В 2005 году были выпущены CD и DVD с живым выступлением группы Live by Request. В этом же году была выпущена микс-композиция «Rapture Riders», в которой объединились хит 1981 года «Rapture» с «Riders on the Storm» The Doors.
В 2006 году группа была включена в Зал славы рок-н-ролла. Примерно в то же время Blondie выпустили кавер-версию на композицию Roxy Music «More Than This», которую можно было свободно скачать в сети Интернет.
В конце 2006 года вышел новый ремикс на «Heart of Glass», который быстро стал клубным хитом, в то же время Харри записала композицию «New York New York» совместно с Моби. Песня дебютировала на YouTube за 4 недели до официального релиза.
Летом 2007 Blondie начали гастрольный тур по Великобритании. На вопрос журналиста, почему в этот раз они исполняют композиции только с её сольных альбомов, Харри ответила: «Я собрала новое трио из участников группы, я действительно хочу чётко подчеркнуть разницу между сольными проектами Дебби Харри и творчеством группы Blondie, и я надеюсь что зрители поймут это и оценят другие материалы».
В 2008 году группа отметила 30-летие альбома Parallel Lines. В честь этого события 3 июля 2008 года с аншлагом прошёл концерт в Израиле, став первым в новом мировом турне. Во время гастролей барабанщик Клем Бёрк сообщил, что поездка так вдохновила группу, что они решили создать новый альбом Panic of Girls.
В 2009 году Blondie отправились в совместный тур с Pat Benatar. В 2009 году группа записала свою версию «We Three Kings».
Летом 2010 группа вновь отправилась в тур по Великобритании, часто появлялась на различных фестивалях, выступая как со своими старыми хитами, так и с композициями с ещё не вышедшего альбома.

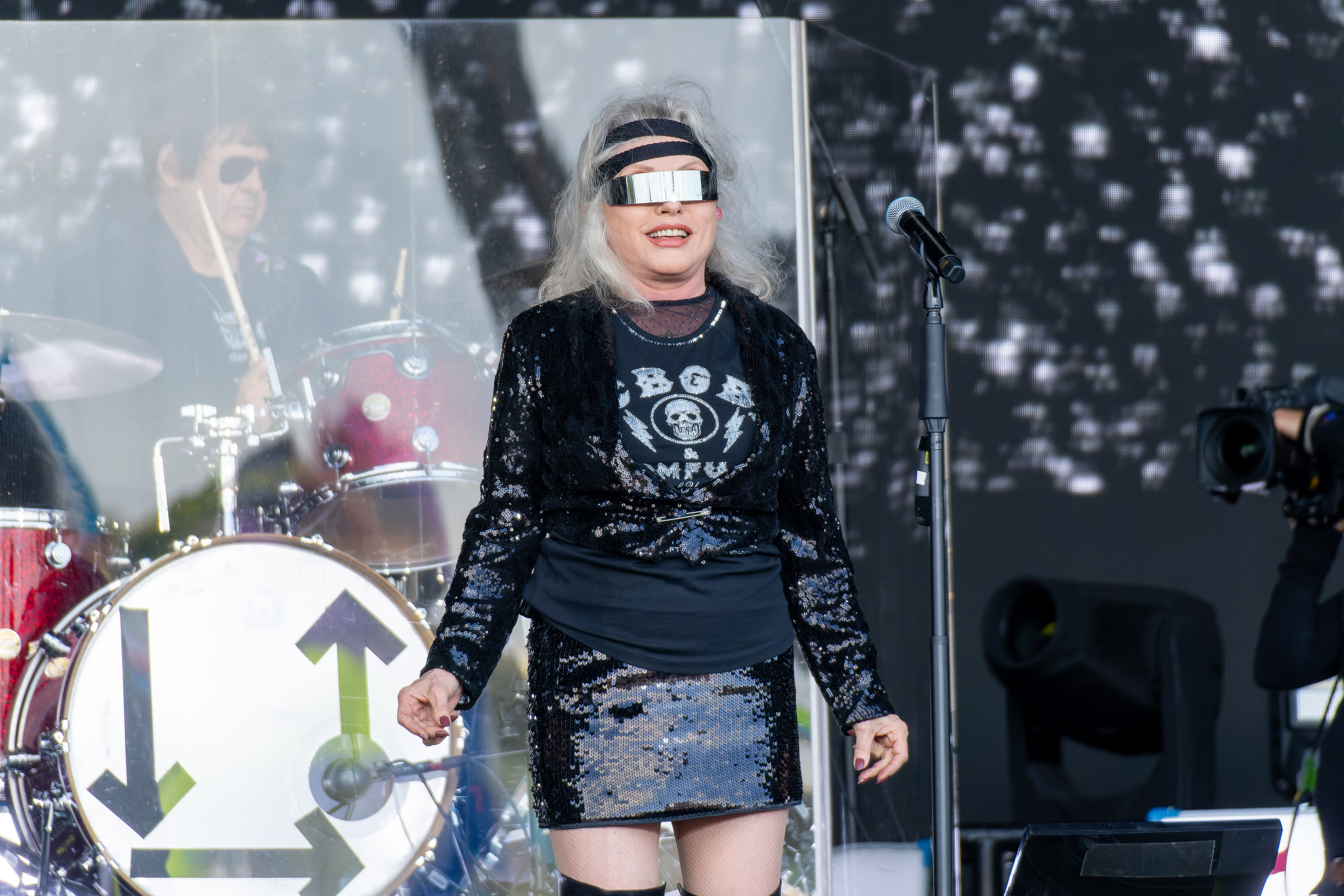
Дебби Харри в 2023 году

Альбом был выпущен в июле 2011 года в Великобритании и Германии, а позже в США и Японии. Была проведена большая маркетинговая кампания в его поддержку, группа выпустила множество специальных изданий с бонус-треками и с дополнительными материалами и к альбому (дополнительные CD, журналы и т. д.). Он получил хорошие отзывы у критики и тёплый приём публики. Первым синглом стала композиция «Mother» с клипом, а вторым «What I Heard».

## Сольное творчество

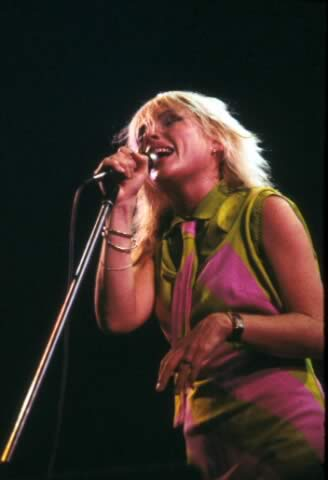
Дебби Харри во время концерта в Нью-Йорке, 1979 год

Дебора Харри выпустила пять сольных альбомов. Она начала свою сольную карьеру с выпущенного в 1981 году KooKoo. Спродюсированный Найлом Роджерсом и Бернардом Эдвардсом из группы Chic, альбом достиг № 28 в США и № 6 в Великобритании, позднее он стал золотым в США и серебряным в Великобритании. Клип на первый сингл с альбома «Backfired» был снят художником Хансом Гигером (он также создал обложку для альбома). Сингл поднялся до № 43 в Billboard Hot 100, № 29 в Hot Dance Club Songs и № 32 в UK Singles Chart. «The Jam Was Moving» стал вторым синглом и достиг № 82 в США. После распада группы Blondie в 1982, сольное творчество Харри также приостановилось, так как она ухаживала за больным партнёром Крисом Стейном. В 1983 она выпустила сингл «Rush Rush» (который прозвучал в фильме «Лицо со шрамом»), но он не стал успешен. Новый сингл «Feel The Spin» (из фильма «Краш Грув»), был выпущен ограниченным тиражом в 1985, но снова не пользовался популярностью.
В 1986 году Харри выпустила свой второй сольный альбом на Geffen Records, названный Rockbird, который достиг № 97 в США и № 31 в Великобритании, позже в Великобритании он получил статус золотого с продажами свыше 100 000. Сингл «French Kissin' in the USA» стал единственным хитом её сольного творчества, который попал в десятку лучших песен Великобритании (№ 8), а в США поднялся до № 57. Другие синглы с альбома были «Free to Fall» и «In Love with Love», последний стал хитом № 1 в американских танцевальных чартах (US Dance Charts), а также на него было выпущено несколько ремиксов.

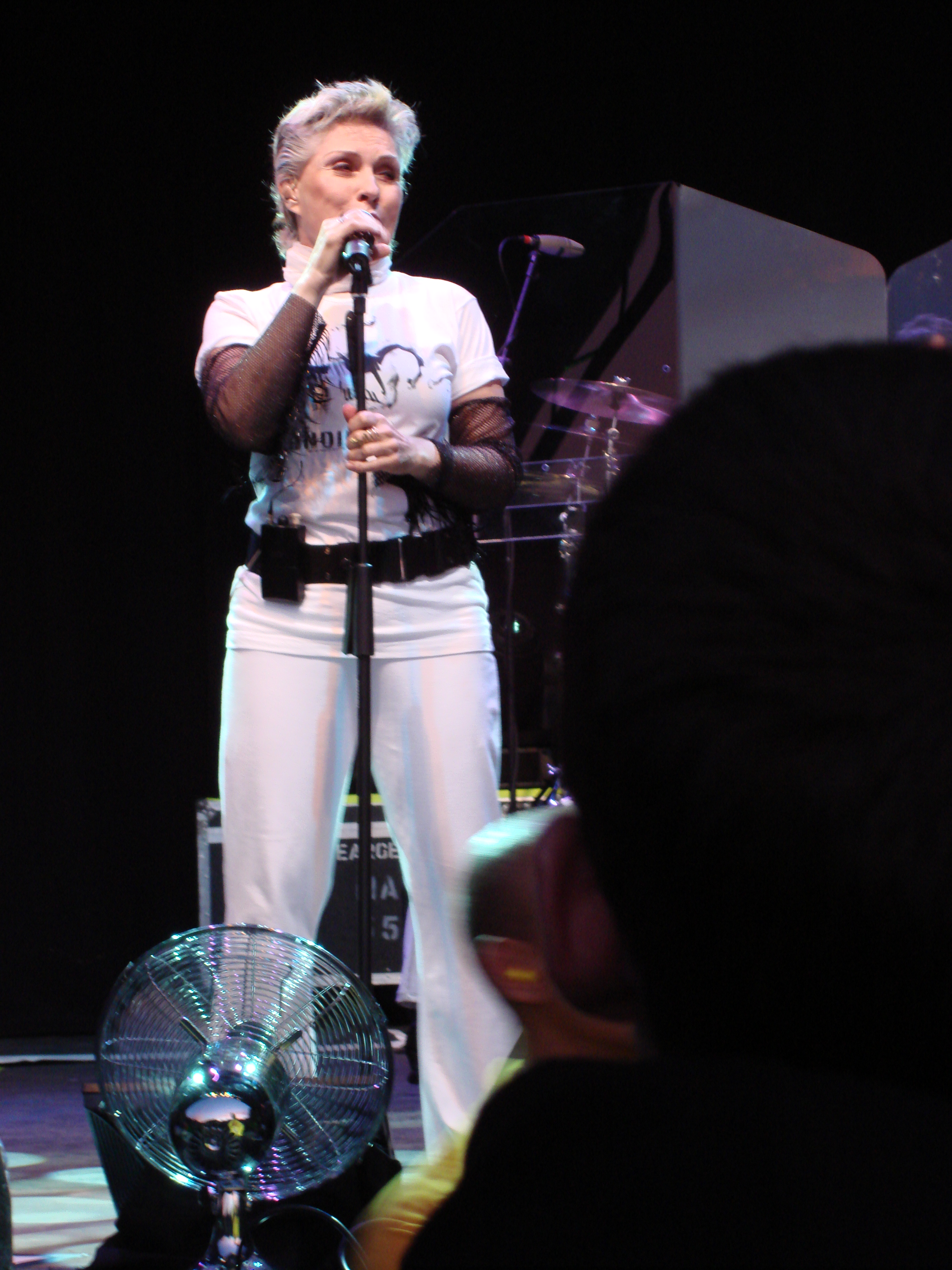
Выступление Деборы Харри в июне 2007 года

Её следующей сольной работой стал альбом Def, Dumb and Blonde, выпущенный в 1989 году. В это же время Харри ушла от своего сценического имени «Дебби» и вновь стала «Деборой». Первый сингл «I Want That Man» стал хитом в Европе и в Австралии. Успех первого сингла поднял альбом на 12 место в чарте Великобритании, где диск стал «серебряным». Однако, незначительная маркетинговая компания в США не позволила альбому подняться выше № 123 в американском чарте. Далее была выпущена баллада «Brite Side» и клубный хит «Sweet and Low». В июне 1990 года в преддверии тура по Великобритании был выпущен четвёртый сингл «Maybe for Sure», изначально записанный группой Blondie для анимационного фильма «Рок и правила» (Rock and Rule).
С 1989 по 1991 год Харри гастролировала с Крисом Стейном, а также Карлом Хайдом из Underworld и с будущим басистом Blondie Ли Фоксом. В 1991 году в Европе вышел сборник The Complete Picture: The Very Best of Deborah Harry and Blondie, содержащий хиты Blondie и Деборы Харри. Сборник достиг № 3 в чарте альбомов Великобритании, а впоследствии получил статус «золотого». В альбом также вошёл дуэт с Игги Попом «Well, Did You Evah!».
Следующий альбом Харри Debravation вышел в 1993 году. Первый сингл «I Can See Clearly» стал № 23 в Великобритании и № 2 в танцевальном чарте США. В сентябре за ним последовал «Strike Me Pink», клип, в котором был показан тонущий человек в резервуаре с водой, вызвал множество споров и в конечном итоге его запретили к показу. Американское издание альбома имеет 2 бонус-трека, написанные на музыку группы R.E.M.: «Tear Drops» и «Last Date» ремейк хита 1961 года Skeeter Davis.
В ноябре 1993 года Харри гастролировала по Великобритании со Стейном, Питером Мином, Гретой Бринкмен и Джеймсом Мёрфи. Выбор материала стал необычным, была включена ранее не издававшаяся песня «Close Your Eyes» (1989) и «Ordinary Bummer» (кавер-версия песни Игги Попа «Adolph’s Dog»). Предварительные планы о записи этих концертов и выпуске CD так и не реализовались. Тем не менее кавер-версия на песню The Rolling Stones «Wild Horses» была выпущена в виде бутлега. В конце 1993 года лейблом Chrysalis был выпущен сборник редких записей Blondie Blonde and Beyond, который включил в себя ранее не издававшиеся треки «Scenery» и «Underground Girl». В начале 1994 года Харри отправилась в тур по США.

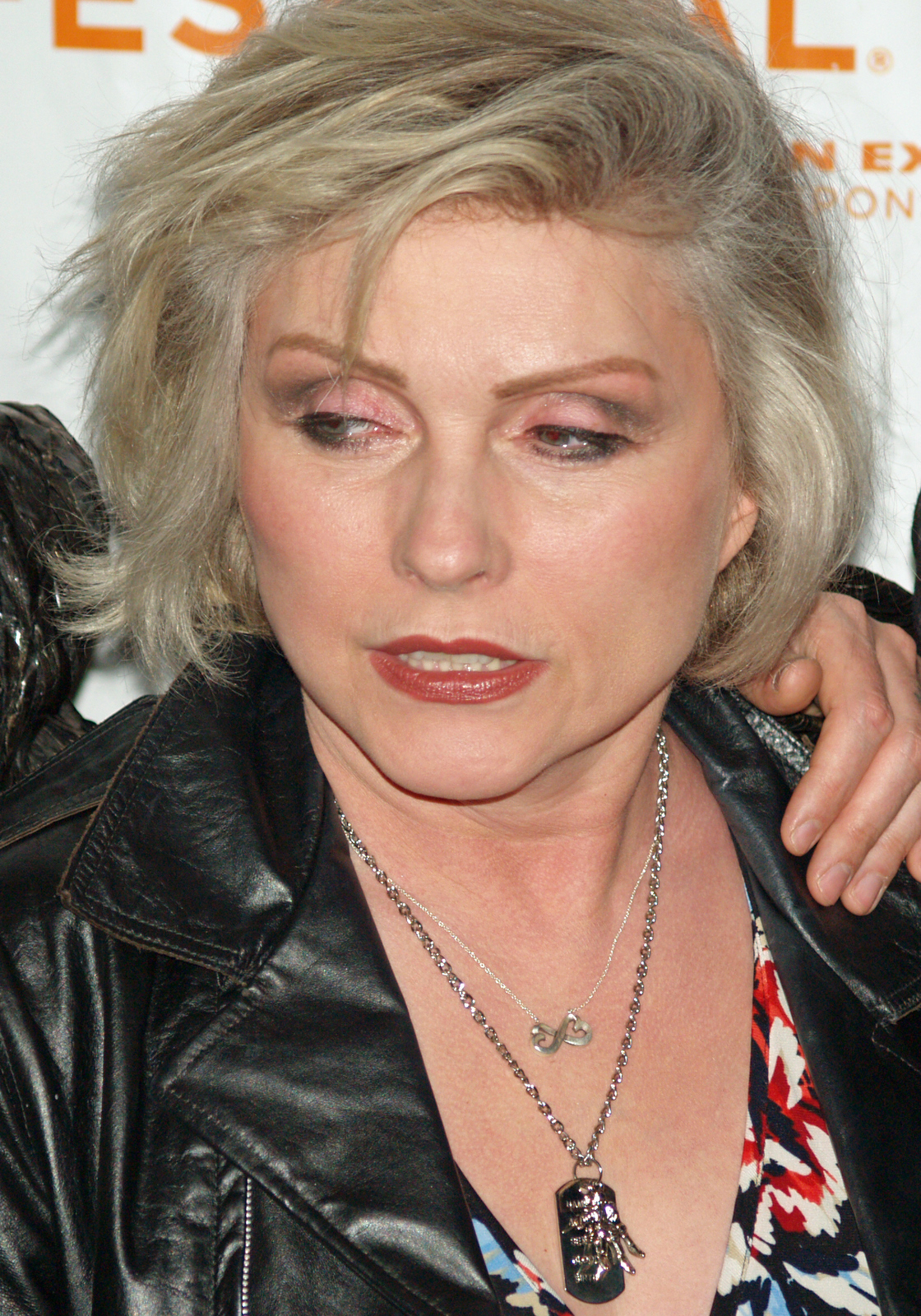
Дебби Харри в 2008 году

Через несколько лет после воссоединения группы Blondie Дебора Харри возобновила сольную карьеру. В 2006 году в Нью-Йорке она начала работу над треками для своего пятого сольного альбома Necessary Evil (2007). Продюсерами альбома стал дуэт Super Buddha, которые ранее работали над ремиксом песни Blondie «In the Flesh». Первым синглом стала композиция в стиле хип-хоп «Dirty and Deep», в которой Харри выступала против лишения свободы рэпера Lil Kim.
В течение 2006 года некоторые треки с нового альбома были опубликованы на странице Харри, в том числе «Charm Alarm», «Deep End», «Love With A Vengeance», «School for Scandal» и «Necessary Evil», а также дуэты с Miss Guy «God Save New York» и «New York Groove». В мае 2007 года был добавлен новый сингл «Two Times Blue», а в июне стало возможно скачать песню с помощью iTunes.
Пятый сольный альбом Necessary Evil был выпущен в 2007 году, после того как Харри завершила сольный тур по США в июне 2007 года, и европейский тур с Blondie в июле. Первый синглом «Two Times Blue» достиг № 5 в американском танцевальном чарте. Альбом достиг № 86 в Великобритании и № 37 в США в чарте Billboard. В поддержку альбома Харри часто появлялась в различных телевизионных шоу, исполняя «Two Times Blue». Она также отправилась в тур по США, выступая как в клубах, так и на больших площадках страны. 18 января 2008 года был выпущен видеоклип на второй сингл из альбома «If I Had You».
В 2011 году записала кавер-версию песни Franz Ferdinand «Live Alone». «Franz Ferdinand» неоднократно говорили о влиянии песен «Blondie» на их собственное творчество.

## Дискография
Дискографию группы Blondie см. здесь
Сольные альбомы
- 1981 — Koo Koo
- 1986 — Rockbird
- 1989 — Def, Dumb and Blonde
- 1993 — Debravation
- 2007 — Necessary Evil

С The Jazz Passengers
- 1996 — Individually
- 1997 — Live in Spain

Сборники и другие проекты
- 1988 — Once More into the Bleach (Дебби Харри и Blondie)
- 1991 — The Complete Picture: The Very Best of Deborah Harry and Blondie (Дебора Харри и Blondie)
- 1998 — Deborah Harry Collection
- 1999 — Most of All: The Best of Deborah Harry
- 2004 — French Kissin' — The Collection

## Фильмография
| Год       |     | Русское название                           | Оригинальное название                             | Роль                        |
| --------- | --- | ------------------------------------------ | ------------------------------------------------- | --------------------------- |
| 1975      | ф   | Смертоносный герой                         | Deadly Hero                                       | певица                      |
| 1976      | ф   | Незаправленные кровати                     | Unmade Beds                                       | блондинка                   |
| 1976      | док | Пустое поколение                           | The Blank Generation                              | играет себя                 |
| 1978      | ф   | Чужеземец                                  | The Foreigner                                     | Ди Трик                     |
| 1980      | ф   | Город единства                             | Union City                                        | Лилиан                      |
| 1980      | ф   | Техперсонал                                | Roadie                                            | играет себя                 |
| 1980      | с   | Маппет-шоу                                 | The Muppet Show                                   | играет себя                 |
| 1981      | ф   | Ритм большого города                       | Downtown 81                                       | Фея-крёстная                |
| 1983      | ф   | Видеодром                                  | Videodrome                                        | Никки Бранд                 |
| 1983      | мф  | Рок и правила                              | Rock & Rule                                       | Энджел                      |
| 1987      | ф   | Безумие улиц                               | Forever, Lulu                                     | Лулу                        |
| 1987      | с   | Криминальные истории                       | Crime Story                                       | Бэмби                       |
| 1987      | с   | Сказки тёмной стороны                      | Tales from the Darkside                           | Сибил                       |
| 1988      | ф   | Удовлетворение                             | Satisfaction                                      | Тина                        |
| 1988      | ф   | Лак для волос                              | Hairspray                                         | Велма Фон Тассл             |
| 1989      | ф   | Нью-йоркские истории                       | New York Stories                                  | играет себя                 |
| 1989      | с   | Умник                                      | Wiseguy                                           | Диана Прайс                 |
| 1990      | ф   | Сказки с тёмной стороны                    | Tales from the Darkside: The Movie                | Бетти                       |
| 1990      | тф  | Рок-сказки Матушки Гусыни                  | Mother Goose Rock ’n’ Rhyme                       | старушка, живущая в башмаке |
| 1991      | кор | Настоящая история о рождественской ёлке    | The Real Story of O Christmas Tree                | Аннека                      |
| 1991      | тф  | Интимный незнакомец                        | Intimate Stranger                                 | Кори Виллер                 |
| 1991      | с   | Монстры                                    | Monsters                                          | доктор Мосс                 |
| 1992      | с   | Приключения Пита и Пита                    | The Adventures of Pete & Pete                     | соседка                     |
| 1993      | тф  | Мешки для трупов                           | Body Bags                                         | медсестра                   |
| 1993      | с   | Трибека                                    | TriBeCa                                           | Кэт                         |
| 1993      | ки  | Double Switch                              | Double Switch                                     | Элизабет                    |
| 1994      | ф   | Мёртвая жизнь                              | Dead Beat                                         | миссис Курц                 |
| 1994—1995 | мс  | Фантом 2040                                | Phantom 2040                                      | Вэйнглория                  |
| 1995      | ф   | Тяжёлый                                    | Heavy                                             | Долорес                     |
| 1996      | ф   | Убийственный рок                           | Drop Dead Rock                                    | Тор Штурмундранг            |
| 1996      | с   | Сабрина — маленькая ведьма                 | Sabrina the Teenage Witch                         | Кассандра                   |
| 1997      | ф   | Полицейские                                | Cop Land                                          | Долорес                     |
| 1997      | ф   | Кровь с молоком                            | Six Ways to Sunday                                | Кейт Одум                   |
| 1997      | тф  | Л. А. Джонс                                | L.A. Johns                                        | Мадам Жаклин                |
| 1998      | ф   | День Джо                                   | Joe’s Day                                         |                             |
| 1999      | ф   | Зоопарк                                    | Zoo                                               | Дороти                      |
| 2000      | ф   | Красная помада                             | Red Lipstick                                      | Эсмеральда                  |
| 2001      | ф   | Подсос                                     | The Fluffer                                       | Марсела                     |
| 2002      | ф   | Дикая банда                                | Deuces Wild                                       | Венди                       |
| 2002      | ф   | Высший пилотаж                             | Spun                                              | соседка                     |
| 2002      | ф   | Семнадцатилетние                           | All I Want / Try Seventeen                        | Ма Мэбли                    |
| 2002      | с   | Ещё по одной                               | Absolutely Fabulous                               | играет себя                 |
| 2002      | ки  | Grand Theft Auto: Vice City                | Grand Theft Auto: Vice City                       | Дорис                       |
| 2003      | ф   | Моя жизнь без меня                         | My Life Without Me                                | мама Энн                    |
| 2003      | ф   | Полночь — время умирать                    | A Good Night to Die                               | Мэдисон                     |
| 2003      | ф   | Чемоданы Тульса Люпера: Моавитская история | The Tulse Luper Suitcases, Part 1: The Moab Story | Фастидьё                    |
| 2005      | кор | Медовая ловушка                            | Honey Trap                                        | адвокат                     |
| 2005      | кор | Патч                                       | Patch                                             | Белинда                     |
| 2005      | кор | Теперь я вспомнил тебя…                    | I Remember You Now…                               | Маргарет                    |
| 2006      | ф   | Взрослые люди                              | Full Grown Men                                    | Бьюти                       |
| 2007      | ф   | Анаморф                                    | Anamorph                                          | соседка                     |
| 2008      | ф   | Элегия                                     | Elegy                                             | Эми О’Хирн                  |
| 2009      | кор | Тайна глиняной женщины                     | The Mystery of Claywoman                          | Симон                       |
| 2011      | кор | Несбыточные мечты                          | Pipe Dreams                                       | Нора                        |
| 2012      | кор | Поверь в волшебство                        | Believe the Magic                                 | играет себя                 |
| 2014      | ф   | Река основ                                 | River of Fundament                                | певица                      |
| 2015—2016 | с   | Сложные люди                               | Difficult People                                  | Кики                        |
| 2020      | с   | Меломанка                                  | High Fidelity                                     | играет себя                 |